# Jennifer Capriati
Jennifer Capriati, född 29 mars 1976 på Manhattan i New York i New York, är en amerikansk högerhänt före detta professionell tennisspelare.

## Tenniskarriären
Jennifer Capriati blev professionell tennisspelare 1990, några veckor före sin fjortonårsdag. Hon har vunnit 14 singeltitlar på WTA-touren inklusive 3 Grand Slam (GS)-titlar. Under en period rankades hon som världsetta i singel (från 15 oktober 2001). I dubbel har hon tagit en titel (Italienska öppna med Monica Seles 1991). I dubbel rankades hon som bäst som nummer 28 (mars 1992). Hon har spelat in $10 206 639 i prispengar.
Sina GS-titlar har hon vunnit i Australiska öppna 2001 och 2002 och Franska öppna 2001. Hon tog OS-guld 1992 i singel Barcelona genom att i finalen besegra Steffi Graf med 3-6, 6-3, 6-4.
Från år 2005 har Capriati inte kunnat spela tävlingstennis på grund av skada i höger axel som krävt kirurgiska ingrepp. Hon har ännu inte officiellt avslutat sin karriär, även om hon sannolikt har spelat sin sista tävlingsmatch.

## Spelaren och personen
Jennifer Capriati upplevde stor press och personlig utsatthet som professionell tennisspelare. Efter sitt olympiska guld 1992 förlorade hon sin tidigare spelglädje och motivation för tävlingsspel. Under 1993 uteblev resultaten och Capriati gjorde uppehåll i turnerandet. I maj 1994 arresterades hon för innehav av marijuana. Hon spelade sedan sporadiskt på WTA-touren under det följande året varefter hon gjorde ett uppehåll på ett och ett halvt år. Från 1996 var hon tillbaka på touren med förnyad spelglädje.
Capriati spelade med dubbelfattad backhand.
Tennisspelet Jennifer Capriati Tennis är namngivet efter henne.

## Större meriter

### Grand Slam-titlar (3)
| Resultat | År   | Turnering                                        | Underlag  | Motståndare                          | Resultat           |
| -------- | ---- | ------------------------------------------------ | --------- | ------------------------------------ | ------------------ |
| Seger    | 2001 | style="background:#ffc;"Australiska öppna        | Hardcourt | Martina Hingis                       | 6–4, 6–3           |
| Seger    | 2001 | style="background:#ebc2af;"Franska öppna         | Grus      | Mall:Landsdata Belgium Kim Clijsters | 1–6, 6–4, 12–10    |
| Seger    | 2002 | style="background:#ffc;"Australiska öppna \| (2) | Hardcourt | Martina Hingis                       | 4–6, 7–6(9–7), 6–2 |

### Olympiska spelen (1)
| Olympiska spel | År   | Tournament | Underlag | Motspelare  | Resultat      |
| -------------- | ---- | ---------- | -------- | ----------- | ------------- |
| Gold           | 1992 | Barcelona  | Grus     | Steffi Graf | 3–6, 6–3, 6–4 |